# 莫名眶灯鱼
莫名眶灯鱼（学名：Diaphus problematicus）为灯笼鱼科眶灯鱼属的鱼类。分布于大西洋、太平洋以及南海等海域，属于热带海洋小型深海鱼类，體長可達10.5公分。该物种的模式产地在24°29'N，77°29'E。

## 扩展阅读
維基物種上的相關：莫名眶灯鱼